# Капсвајер
Капсвајер (њем. Kapsweyer) општина је у њемачкој савезној држави Рајна-Палатинат. Једно је од 74 општинска средишта округа Зидлихе Вајнштрасе. Према процјени из 2010. у општини је живјело 1.033 становника. Посједује регионалну шифру (AGS) 7337046.

## Географски и демографски подаци
Капсвајер се налази у савезној држави Рајна-Палатинат у округу Зидлихе Вајнштрасе. Општина се налази на надморској висини од 145 метара. Површина општине износи 8,3 km². У самом мјесту је, према процјени из 2010. године, живјело 1.033 становника. Просјечна густина становништва износи 125 становника/km².